# Línguas tinigua-pamigua
As línguas tinigua-pamigua  formam uma família de línguas ameríndias da Colômbia.

## Línguas
- Tinigua
- Pamigua

## Comparação lexical
Alguns paralelos lexicais entre o tinigua e o andaquí (Jolkesky 2016):
Substantivos:
| Português    | Tinigua           | Andaquí                                       |
| ------------ | ----------------- | --------------------------------------------- |
| abóbora      | tisi-kʰi, tisi-ʧi | batii <batihi>, kʷa-tizi <guatizi>            |
| árvore/lenha | kixi ‘árvore’     | hizi <xizi> ‘lenha’                           |
| comer        | ʤiʔo              | ʧija <chiya>                                  |
| esposa       | nɨʧo              | nusũkʷa <nozuqua>                             |
| homem        | piksiɡa           | miʦii <miszihi>; biʦika <biszica> ‘sou homem’ |
| onça         | hiɲa              | mihinai <mijinae>                             |
| veado        | xunze             | sũtai <sondai, shuntahe>                      |

Pronomes e sufixos:
| Português | Tinigua  | Andaquí     |
| --------- | -------- | ----------- |
| 1.S       | hikʷa    | rĩka        |
| 2.S       | kaʔzɨ-   | ka-, ði-    |
| 3.S       | hiʔki    | riːsi       |
| 1.P       | hikʷaʔa  | rĩɡʷakʷa    |
| 2.P       | kaʔkʷaʔa | rikakʷa     |
| ALAT      | -ha      | -ra <-ra>   |
| P         | -ha      | -ara <-ara> |